# Stefan Bengtson
Stefan Bengtson (* 1947; † 5. Oktober 2024 in Rom) war ein schwedischer Paläontologe. Er war Professor für Paläontologie und Erster Kurator am Naturhistorischen Reichsmuseum in Stockholm.
Bengtson wurde 1977 an der Universität Uppsala promoviert (Aspects of problematic fossils in the early palaeozoic).
Bengtson befasste sich mit der frühen Evolution der Tiere besonders in der Kambrischen Explosion, wofür er als einer der weltweit führenden Experten galt.
1992 erhielt er die Charles Doolittle Walcott Medal. 2003 wurde er Mitglied der Königlich Schwedischen Akademie der Wissenschaften. 2017 wurde Bengtson mit der Lapworth Medal ausgezeichnet.